# Oji Paper
Oji Paper est une entreprise papetière japonaise fondée en 1873. Elle est la 9e plus grande entreprise du secteur papetier en 2010, avec une production de 6 861 millions de tonnes.

## Histoire
Oji Paper a été fondée le 12 février 1873 par l'homme d'affaires Shibusawa Eiichi sous le nom de « Shoshi Kaisha » (抄紙会社). Une usine à papier a été créé en 1875 à Oji, alors un faubourg de Tokyo, puis une autre à Shizuoka en 1889. L'entreprise a été renommée Oji Paper en 1893.
Oji Paper a eu une position monopolitique sur le marché du papier après sa fusion en 1933 avec Fuji Paper et Karafuto Industries. Après la Seconde Guerre mondiale, Oji Paper est démantelé par l’Excess Economic Powers Decentralization Act en trois sociétés : Tomakomai Paper, Jujo Paper et Honshu Paper. Mais dès 1952 Tomakomai Paper se renomme Oji Paper Industries puis peu après, en 1960, en Oji Paper.
En 1993, Oji Paper fusionne avec Kanzaki Paper, puis en 1996, avec Honshu Paper.

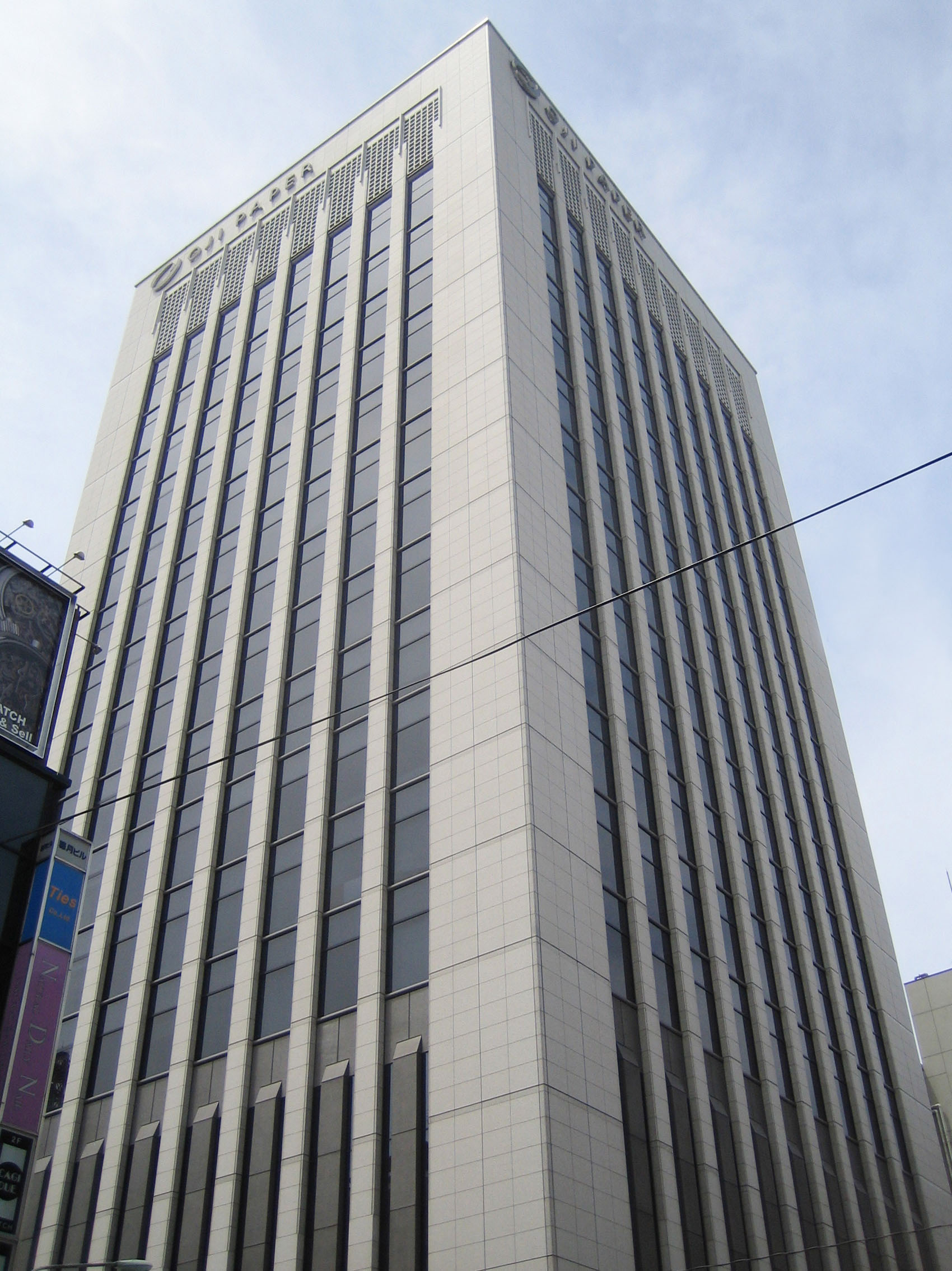
Le siège de l'entreprise à Chūō-ku (Tokyo).